# Charles Périgot
 (décembre 2013).
Si vous disposez d'ouvrages ou d'articles de référence ou si vous connaissez des sites web de qualité traitant du thème abordé ici, merci de compléter l'article en donnant les références utiles à sa vérifiabilité et en les liant à la section « Notes et références ».
Charles-Auguste Périgot, né le 22 janvier 1828 à Rouen et mort le 17 juin 1885 à Créteil, est un géographe et historien français.

## Biographie
Reçu, en 1850, à l’École normale supérieure, en 1857 à l’agrégation des lettres, Périgot enseigna d’abord l’histoire et la géographie à Alençon et à Douai. 
En 1864, il fut appelé au lycée Saint-Louis, et plus tard à l’École des hautes études commerciales.

## Œuvres
Il est l’auteur de précis de géographie et d’atlas classiques qui ont rendu de grands services aux études de son temps. Il est surtout reconnu pour son Atlas général de géographie physique et politique ancienne, du Moyen Âge et moderne, Paris, F. Tandou, 1865.